# Anatolios Konstantinopolský
Anatolios (řecky Ἀνατόλιος; zemřel 3. července 458) byl patriarcha Konstantinopole (451 – 3. července 458). Pravoslavnou i římskokatolickou církví je považován za svatého.

## Život
Anatolios se narodil v Alexandrii. Byl vysvěcen na jáhna Cyrilem Alexandrijským a byl v roce 431 přítomen na třetím ekumenickém koncilu v Efezu.
Konstantinopolský stolec získal díky vlivu alexandrijského patriarchy Dioskora na císaře Theodosia II, poté, co byl dosavadní metropolita Flavianos sesazen druhým efezským sněmem. Předtím byl apokrisiářem čili zástupcem Dioskora u císaře v Konstantinopoli. Protože byl podezřelý z eutychianismu, Anatolios po svém vysvěcení veřejně odsoudil nejen Eutycha, ale také učení Nestoriovo, přihlásil se k dopisům Cyrila proti Nestoriovi a papeže Lva I. proti Eutychovi.
Ve spojení s papežem Lvem podle Zonarase (Anály iii) žádal císaře Marciana, aby svolal všeobecný sněm proti Dioskorovi a eutychiánům, ale císařský dopis, který Anatolia žádá připravit chalcedonský koncil, zmiňuje pouze papeže Lva (Philippe Labbe, Conc. Max. Tom. iv.). Tomuto koncilu předsedal Anatolios spolu s římskými legáty (Labbe, Conc. Max. iv.; Evagr. HE ii. 4, 18; Niceph. HE xv. 18). Slavným 28. kánonem, schváleným na konci koncilu, byla Konstantinopol zrovnoprávněna co do důstojnosti s Římem, „druhá co do významu a moci po římském biskupovi“. To omezilo tradiční autoritu mnohem starších stolců v Antiochii a Alexandrii. Proto vznikl spor mezi Anatoliem a římským papežem. Nicméně už třetí kánon předchozího prvního konstantinopolského koncilu roku 381 uvádí, že „konstantinopolský biskup však bude mít výsadu cti po římském biskupovi, protože Konstantinopol je Nový Řím“.
Lev si stěžoval Marcianovi (Ep. 54) a Pulcherii (Ep. 55), že Anatolios překročil svou jurisdikci tím, že vysvětil Maximina II. za patriarchu Antiochie, a také protestoval u Anatolia (Ep. 53).
Po koncilu v Chalcedonu obdržel Anatolios dopis podepsaný několika egyptskými biskupy, v němž ho žádali o pomoc proti Timoteovi, který si uzurpoval titul alexandrijského patriarchy (Labbe, Conc. Max. iv. iii. 23, s. 897). V důsledku toho Anatolios napsal císaři Leonovi I. dopis proti Timoteovi (Labbe, iii. 26, str. 905). O dopisu císaře, který žádá Anatoliovu radu ohledně neklidu v Alexandrii, referuje Evagrius (HE ii. 9) a Nicephorus (HE xv. 18). Edward Gibbon uvádí, že korunování Leona při jeho nástupu Anatoliem je prvním zaznamenaným případem tohoto druhu (Theofanes, Chronicle s. 95).
Když byl Anatolios v nebezpečí smrti, uzdravil ho Daniel Stylita, který za ním přijel do Konstantinopole.
Přívrženci Dioskora prý Anatolia zabili roku 458.
Anatolius prý také složil několik hymnů.